# Ventura Díaz
Ventura Díaz Array (ur. 26 sierpnia 1937 w Santanderze) – hiszpański kolarz szosowy i przełajowy, srebrny medalista szosowych mistrzostw świata.

## Kariera
Największy sukces w karierze Ventura Díaz osiągnął w 1965 roku, kiedy wspólnie z José Manuelem Lopézem, José Manuelem Lasą i Domingo Perureną zdobył srebrny medal w drużynowej jeździe na czas na szosowych mistrzostwach świata w San Sebastián. Był to jednak jedyny medal wywalczony przez niego na międzynarodowej imprezie tej rangi. W 1960 roku wystąpił na igrzyskach olimpijskich w Rzymie, gdzie nie ukończył wyścigu ze startu wspólnego. Ponadto w 1970 roku wygrał Vuelta a la Comunidad Valenciana i Vuelta a los Valles Mineros, a trzy lata później zajął trzecie miejsce w Klasika Primavera. Wielokrotnie startował w Vuelta a España, najlepszy wynik osiągając w 1974 roku, kiedy zajął dziewiąte miejsce w klasyfikacji generalnej. Był też drugi w klasyfikacji górskiej w 1970 roku i trzeci w 1964 roku. Zajął też 33. miejsce w Tour de France w 1971 roku w oraz 38. pozycję w Giro d’Italia w 1976 roku. Startował także w kolarstwie przełajowym, ale bez większych sukcesów. Jako zawodowiec startował w latach 1961-1976.